# Sarah Jones (Tänzerin)
Sarah „Paddy“ Jones (* 1. Juli 1934 in Stourbridge) ist eine britische Tänzerin.

## Karriere
Sie begann mit zweieinhalb Jahren Ballett-Training und tanzte in ihrer Jugend professionell im Blackpool Ice Ring, dem Dudley Hippodrome und dem Wolverhampton Grand, beendete ihre Karriere aber, nachdem sie ihren Mann kennengelernt hatte. Im Ruhestand zog das Paar in die Gegend von Valencia. In Spanien spezialisierte sie sich nach dem Tod ihres Ehemanns auf den Tanz Salsa. Sie gewann 2009 im Alter von 75 Jahren mit ihrem vierzig Jahre jüngeren Tanzpartner Tú sí que vales, die spanische Version von Das Supertalent. Sie führten dazu einen Salsa acrobatica auf, den CNN als Abfolge „Schwerkraft-spottender Hebungen, Drehungen und Biegungen“ beschrieb. 2014 folgte die Teilnahme an der achten Staffel von Britain's Got Talent, bei der das Paar im Finale Neunter wurde. Die gleiche Platzierung erreichte die mittlerweile 81-Jährige und ihr Partner 2015 bei der Teilnahme am deutschen Format Das Supertalent. Beim Sanremo-Festival 2018 trat Jones mit der Gruppe Lo Stato Sociale als fester Teil der Performance ihres Wettbewerbsbeitrags Una vita in vacanza auf.